# Esa mujer
Esa mujer es una telenovela argentina realizada por el director Nicolás del Boca, y escrita por Enrique Torres. Se emitió por primera vez el 9 de diciembre de 2013 por la TV Pública. En la feria internacional de la televisión 2013, que se celebró en Cannes (Francia), se logró venderla a Israel, Rusia, Rumania, Polonia, Brasil y Canadá. 
Protagonizada por Andrea del Boca y Segundo Cernadas, cuenta con las participaciones antagónicas de Miriam Lanzoni, Esteban Meloni y del primer actor Roberto Carnaghi, y las actuaciones estelares de las primeras actrices Rita Cortese, Nora Cárpena y Graciela Stéfani.

## Sinopsis
Comienza con un crimen, el de Verónica Morales, la hermana de la protagonista, desde el velorio donde le promete encontrar al padre de su hijo, que comienza la historia de Nicolasa Morales (Andrea del Boca), una mujer que se entera de que le queda un año de vida y comienza a trabajar de payasa en la clínica de Orlando (Roberto Carnaghi).
Este año cambiará rotundamente luego de conocer accidentalmente en la clínica a Ignacio Acevedo (Segundo Cernadas), pero no todo será felicidad en su vida, ya que atravesará momentos dolorosos y culminantes. La aparición de Diego (Esteban Meloni) y Patricia (Miriam Lanzoni) harán de este, un amor imposible

## Trama
En Esa Mujer se trataran temas importantes como el amor, la familia, la identidad, la libertad y la solidaridad, vistos desde la perspectiva de derechos en Argentina.
Actualmente solo se puede ver en su país de origen.
Incluye el debut actoral de la hija de Andrea Del Boca como actriz haciendo el papel de Luz una niña con problemas familiares, que debido a la pésima salud de su abuelo, Nicolasa la encuentra en la clínica y se la lleva a su casa.

## Elenco

### Principales
- Andrea Del Boca como «Nicolasa Morales».
- Segundo Cernadas como  «Ignacio Acevedo».
- Brenda Gandini como «Gisela Betsabé».
- Esteban Meloni como  «Diego Acevedo».
- Miriam Lanzoni como «Patricia López Zambrano».

### Secundarios
- Graciela Stéfani como «Delfina López Zambrano».
- Roberto Carnaghi como  «Orlando López Zambrano».
- Rita Cortese como «Ofelia Morales».
- Héctor Calori como  «Gregorio Fontana».
- Salo Pasik  como «Alfredo Morales».
- Nora Cárpena como  «Victoria Acevedo».
- Silvina Acosta como «Luciana».
- Victoria Carreras como  «Samantha Morales».
- Alejo García Pintos como  «Juanjo».
- Esteban Prol como  «Rafael "Rafa"».
- Anna Chiara Biasotti como  «Luz».
- Lucas Ferraro como  «Ricardo "Richard" Fontana».
- Camila Garofalo como  «Antonella Acevedo».
- Tomas Ottaviano como «Ángel "Angelito" Morales».
- Julieta Gullo como Camila Acevedo».
- Gino Renni «Sagastume "Georgi"».
- Lorena Dias Teresinho  «Ariadna»
- Carlos Moreno

## Audiencia
Desde su primera emisión se mantiene en el 0.6 y el 2.5 promedio de audiencia. A veces, llega al Top 5 de los programas más vistos de la TV Pública. 
| 9 de diciembre  | Capítulo 1                   | 2.5 | No | [ 4 ]   |
| 10 de diciembre | Capítulo 2                   | 1.3 | No | [ 5 ]   |
| 11 de diciembre | Capítulo 3                   | 1.7 | No | [ 6 ]   |
| 12 de diciembre | Capítulo 4                   | 1.2 | No | [ 7 ]   |
| 13 de diciembre | Capítulo 5                   | 1.0 | No | [ 8 ]   |
| 16 de diciembre | Capítulo 6                   | 1.9 | No | [ 9 ]   |
| 17 de diciembre | Capítulo 7                   | 1.4 | No | [ 10 ]  |
| 18 de diciembre | Capítulo 8                   | 1.3 | No | [ 11 ]  |
| 19 de diciembre | Capítulo 9                   | 1.5 | No | [ 12 ]  |
| 20 de diciembre | Capítulo 10                  | 1.4 | No | [ 13 ]  |
| 23 de diciembre | Capítulo 11                  | 1.3 | No | [ 14 ]  |
| 24 de diciembre | Capítulo 12                  | 1.2 | No | [ 15 ]  |
| 25 de diciembre | Capítulo 13                  | 1.1 | No | [ 16 ]  |
| 26 de diciembre | Capítulo 14                  | 1.5 | No | [ 17 ]  |
| 27 de diciembre | Capítulo 15                  | 1.0 | No | [ 18 ]  |
| 30 de diciembre | Capítulo 16                  | 1.8 | No | [ 19 ]  |
| 31 de diciembre | Capítulo 17                  | 1.5 | No | [ 20 ]  |
| 1 de enero      | Capítulo 18                  | 1.0 | No | [ 21 ]  |
| 2 de enero      | Capítulo 19                  | 1.3 | No | [ 22 ]  |
| 3 de enero      | Capítulo 20                  | 1.4 | No | [ 23 ]  |
| 6 de enero      | Capítulo 21                  | 1.2 | No | [ 24 ]  |
| 7 de enero      | Capítulo 22                  | 1.2 | No | [ 25 ]  |
| 8 de enero      | Capítulo 23                  | 1.4 | No | [ 26 ]  |
| 9 de enero      | Capítulo 24                  | 1.5 | No | [ 27 ]  |
| 10 de enero     | Capítulo 25                  | 1.1 | No | [ 28 ]  |
| 13 de enero     | Capítulo 26                  | 1.1 | No | [ 29 ]  |
| 14 de enero     | Capítulo 27                  | 1.1 | No | [ 30 ]  |
| 15 de enero     | Capítulo 28                  | 1.4 | No | [ 31 ]  |
| 16 de enero     | Capítulo 29                  | 1.3 | No | [ 32 ]  |
| 17 de enero     | Capítulo 30                  | 1.1 | No | [ 33 ]  |
| 20 de enero     | Capítulo 31                  | 0.6 | No | [ 34 ]  |
| 21 de enero     | Capítulo 32                  | 1.2 | No | [ 35 ]  |
| 22 de enero     | Capítulo 33                  | 0.9 | No | [ 36 ]  |
| 23 de enero     | Capítulo 34                  | 1.2 | No | [ 37 ]  |
| 24 de enero     | Capítulo 35                  | 1.6 | No | [ 38 ]  |
| 27 de enero     | Capítulo 36                  | 1.1 | No | [ 39 ]  |
| 28 de enero     | Capítulo 37                  | 1.3 | No | [ 40 ]  |
| 29 de enero     | Capítulo 38                  | 1.3 | No | [ 41 ]  |
| 30 de enero     | Capítulo 39                  | 1.5 | No | [ 42 ]  |
| 31 de enero     | Capítulo 40                  | 1.7 | No | [ 43 ]  |
| 3 de febrero    | Capítulo 41                  | 1.6 | No | [ 44 ]  |
| 4 de febrero    | Capítulo 42                  | 1.5 | No | [ 45 ]  |
| 5 de febrero    | Capítulo 43                  | 1.7 | No | [ 46 ]  |
| 6 de febrero    | Capítulo 44                  | 1.3 | No | [ 47 ]  |
| 7 de febrero    | Capítulo 45                  | 1.0 | No | [ 48 ]  |
| 10 de febrero   | Capítulo 46                  | 0.9 | No | [ 49 ]  |
| 11 de febrero   | Capítulo 47                  | 1.4 | No | [ 50 ]  |
| 12 de febrero   | Capítulo 48                  | 0.8 | No | [ 51 ]  |
| 13 de febrero   | Capítulo 49                  | 1.2 | No | [ 52 ]  |
| 14 de febrero   | Capítulo 50                  | 1.0 | No | [ 53 ]  |
| 17 de febrero   | Capítulo 51                  | 0.8 | No | [ 54 ]  |
| 18 de febrero   | Capítulo 52                  | 0.9 | No | [ 55 ]  |
| 19 de febrero   | Capítulo 53                  | 0.9 | No | [ 56 ]  |
| 20 de febrero   | Capítulo 54                  | 1.0 | No | [ 57 ]  |
| 21 de febrero   | Capítulo 55                  | 0.8 | No | [ 58 ]  |
| 24 de febrero   | Capítulo 56                  | 1.2 | No | [ 59 ]  |
| 25 de febrero   | Capítulo 57                  | 1.1 | No | [ 60 ]  |
| 26 de febrero   | Capítulo 58                  | 1.3 | No | [ 61 ]  |
| 27 de febrero   | Capítulo 59                  | 1.0 | No | [ 62 ]  |
| 28 de febrero   | Capítulo 60                  | 0.7 | No | [ 63 ]  |
| 3 de marzo      | Capítulo 61                  | 1.0 | No | [ 64 ]  |
| 4 de marzo      | Capítulo 62                  | 1.1 | No | [ 65 ]  |
| 5 de marzo      | Capítulo 63                  | 0.8 | No | [ 66 ]  |
| 6 de marzo      | Capítulo 64                  | 1.0 | No | [ 67 ]  |
| 7 de marzo      | Capítulo 65                  | 1.1 | No | [ 68 ]  |
| 10 de marzo     | Capítulo 66                  | 1.1 | No | [ 69 ]  |
| 11 de marzo     | Capítulo 67                  | 1.2 | No | [ 70 ]  |
| 12 de marzo     | Capítulo 68                  | 0.9 | No | [ 71 ]  |
| 13 de marzo     | Capítulo 69                  | 1.3 | No | [ 72 ]  |
| 14 de marzo     | Capítulo 70                  | 1.3 | No | [ 73 ]  |
| 17 de marzo     | Capítulo 71                  | 1.2 | No | [ 74 ]  |
| 18 de marzo     | Capítulo 72                  | 1.0 | No | [ 75 ]  |
| 19 de marzo     | Capítulo 73                  | 1.1 | No | [ 76 ]  |
| 20 de marzo     | Capítulo 74                  | 1.3 | No | [ 77 ]  |
| 21 de marzo     | Capítulo 75                  | 0.8 | No | [ 78 ]  |
| 24 de marzo     | Capítulo 76                  | 1.4 | No | [ 79 ]  |
| 25 de marzo     | Capítulo 77                  | 1.2 | No | [ 80 ]  |
| 26 de marzo     | Capítulo 78                  | 1.1 | No | [ 81 ]  |
| 27 de marzo     | Capítulo 79                  | 1.3 | No | [ 82 ]  |
| 28 de marzo     | Capítulo 80                  | 0.7 | No | [ 83 ]  |
| 31 de marzo     | Capítulo 81                  | 1.5 | No | [ 84 ]  |
| 1 de abril      | Capítulo 82                  | 1.3 | No | [ 85 ]  |
| 2 de abril      | Capítulo 83                  | 2.1 | No | [ 86 ]  |
| 3 de abril      | Capítulo 84                  | 1.8 | No | [ 87 ]  |
| 4 de abril      | Capítulo 85                  | 1.3 | No | [ 88 ]  |
| 7 de abril      | Capítulo 86                  | 1.3 | No | [ 89 ]  |
| 8 de abril      | Capítulo 87                  | 1.9 | No | [ 90 ]  |
| 9 de abril      | Capítulo 88                  | 1.2 | No | [ 91 ]  |
| 10 de abril     | Capítulo 89                  | 1.0 | No | [ 92 ]  |
| 11 de abril     | Capítulo 90                  | 1.1 | No | [ 93 ]  |
| 14 de abril     | Capítulo 91                  | 1.7 | No | [ 94 ]  |
| 15 de abril     | Capítulo 92                  | 1.5 | No | [ 95 ]  |
| 16 de abril     | Capítulo 93                  | 1.3 | No | [ 96 ]  |
| 17 de abril     | Capítulo 94                  | 1.4 | No | [ 97 ]  |
| 18 de abril     | Capítulo 95                  | 1.0 | No | [ 98 ]  |
| 22 de abril     | Capítulo 96                  | 1.5 | No | [ 99 ]  |
| 23 de abril     | Capítulo 97                  | 1.9 | No | [ 100 ] |
| 24 de abril     | Capítulo 98                  | 1.0 | No | [ 101 ] |
| 25 de abril     | Capítulo 99                  | 1.3 | No | [ 102 ] |
| 28 de abril     | Capítulo 100                 | 1.4 | No | [ 103 ] |
| 29 de abril     | Capítulo 101                 | 1.3 | No | [ 104 ] |
| 30 de abril     | Capítulo 102                 | 1.5 | No | [ 105 ] |
| 1 de mayo       | Capítulo 103                 | 1.0 | No | [ 106 ] |
| 2 de mayo       | Capítulo 104                 | 1.7 | No | [ 107 ] |
| 5 de mayo       | Capítulo 105                 | 2.0 | No | [ 108 ] |
| 6 de mayo       | Capítulo 106                 | 1.9 | No | [ 109 ] |
| 7 de mayo       | Capítulo 107                 | 1.1 | No | [ 110 ] |
| 8 de mayo       | Capítulo 108                 | 1.0 | No | [ 111 ] |
| 9 de mayo       | Capítulo 109                 | 1.2 | No | [ 112 ] |
| 12 de mayo      | Capítulo 110 / un solo corte | 1.3 | No | [ 113 ] |
| 13 de mayo      | Capítulo 110 / completo      | 1.9 | No | [ 114 ] |
| 14 de mayo      | Capítulo 111                 | 1.4 | No | [ 115 ] |
| 15 de mayo      | Capítulo 112                 | 1.3 | No | [ 116 ] |
| 16 de mayo      | Capítulo 113                 | 1.3 | No | [ 117 ] |
| 19 de mayo      | Capítulo 114                 | 1.3 | No | [ 118 ] |
| 20 de mayo      | Capítulo 115                 | 0.9 | No | [ 119 ] |
| 21 de mayo      | Capítulo 116                 | 1.0 | No | [ 120 ] |
| 22 de mayo      | Capítulo 117                 | 1.0 | No | [ 121 ] |
| 23 de mayo      | Capítulo 118                 | 1.1 | No | [ 122 ] |
| 26 de mayo      | Capítulo 119                 | 1.2 | No | [ 123 ] |
| 27 de mayo      | Capítulo 120 (último)        | 1.5 | No | [ 124 ] |

     Episodio más visto.

     Episodio menos visto.

## Premios y nominaciones
| Premio                     | Categoría                                 | Nominados       | Resultado |
| -------------------------- | ----------------------------------------- | --------------- | --------- |
| Premios Martín Fierro 2013 | "Mejor novela"                            | Esa mujer       | Nominado  |
| Premios Martín Fierro 2013 | "Mejor actriz de ficción diaria / novela" | Andrea del Boca | Nominada  |